# Paracleocnemis apostoli
Paracleocnemis apostoli är en spindelart som beskrevs av Cândido Firmino de Mello-Leitão 1945. 
Paracleocnemis apostoli ingår i släktet Paracleocnemis och familjen snabblöparspindlar. Inga underarter finns listade i Catalogue of Life.